# Лунга (река)
Лунга (рум. Lunga, гаг. Lunga) — река в Молдавии, протекающая в границах Чимишлийского района, Чадыр-Лунгского района АТО Гагаузия и Тараклийского района, левый приток реки Ялпуг (бассейн Дуная). Является притоком второго порядка.

## Название
В исторических документах река Лунга впервые упоминается в 18 столетии. Гидроним имеет молдавское происхождение, переводится как «длинная» и связан с физико-географическими особенностями местности, по которой она протекает.

## Описание
Река Лунга берёт своё начало в 3 км к востоку от южной окраины села Чукур Минджир, из дождевого источника на высоте 195,93 м, откуда река формирует своё русло и следует по направлению с севера на юг до города Чадыр-Лунга, где меняет направление с северо-востока на юго-запад. В 600 м к юго-востоку от села Алуату, река впадает во второй рукав реки Ялпуг на высоте 9,18 м. Река Лунга имеет естественное течение, поскольку не была зарегулирована. В верхнем течении реки есть три русловых пруда, два из которых очень маленькие.
В среднем течении река протекает через: село Кириет-Лунга, село Бешгёз, город Чадыр-Лунга и село Кортен. В нижнем течении через село Казаклия и город Тараклия. В летний период в верхнем и среднем течении периодически пересыхает, русло не чиститься, поэтому река сильно заилена, а на некоторых участках вода в русле застаивается.
Долина реки симметричная, ровная, открытая, сухая, ширина 120 м. Покрыта травянистой растительностью. На обоих берегах встречаются деревья семейства ивовых и кустарники. Русло реки шириной 4,0 м, в пойменной части 10 м, глубина реки в верхнем и среднем течении от 10 до 15 см. Берега с глиняным субстратом, высотой 0,5-1,0 м. Течение относительно ленивое, скорость воды 0,12-0,16 м/с.
Постоянным источником питания реки считается небольшой искусственный пруд, на дне которого находится выход воды на поверхность земли в водоносный горизонт. Он имеет высоту 161,6 м. Географические координаты: 46°25’15,74" с. ш. и 28°49’24,27" в. д..

## Морфометрические и морфографические характеристики
- длина основного русла 82,7 км[1];
- длина бассейна 72,7[1];
- площадь бассейна 1116 км²[1];
- падение 185,96 м, средний уклон составляет 1,0 м/км (0,001 %)[1];
- извилистость реки 1,227[1];
- плотность гидрографической сети 0,753 км/км²[1];
- доля озёр 0,592 %[1];
- доля лесов 5,238 %[1].

## Водосборный бассейн реки
Правые притоки
- Авдарма. Устье находится на северо-восточной окраине города Чадыр-Лунга на высоте 49,57 м[1];
- Лунгуца. Устье находится недалеко от села Кортен на высоте 29,34 м[1];
- Баурчи. Устье находится недалеко от села Казаклия на высоте 24,53 м[1].

## Устье реки
Река Лунга впадает в реку Ялпуг. Устье находится в 400 метрах юго-восточнее села Алуату на высоте 9,18 м.

## Экологическое состояние реки
| Гидрохимические показатели качества | 2019  | 2019  | 2020  | 2020  | 2020  | 2021  | 2021  | 2021  | 2021  |
| Гидрохимические показатели качества | 17.06 | 25.10 | 29.01 | 15.07 | 22.10 | 19.01 | 16.03 | 24.06 | 22.09 |
| БПК5                                | V     |       | V     | III   | III   |       | IV    | IV    |       |
| ХПК                                 | V     |       |       | V     |       | IV    | IV    |       |       |
| Хлорид-ионы                         | V     | V     |       |       |       |       |       |       |       |
| Ионы магния                         | V     | V     |       |       |       |       |       |       |       |
| Na++K+                              | V     | V     |       | V     | V     |       |       |       |       |
| Сульфат-ионы                        |       |       |       |       |       |       |       |       |       |
| Жёсткость                           | V     | V     |       |       | V     | V     | V     |       | V     |
| Аммонийный азот                     | V     | V     | III   | IV    | IV    | IV    | III   | III   | IV    |
| Общий фосфор                        | V     | III   | IV    | III   | III   | III   | III   |       | IV    |
| Минеральный фосфор                  | IV    | IV    |       | III   | III   | IV    |       |       |       |
| Взвешенные вещества                 | V     | V     |       |       |       |       |       |       |       |
| Минерализация                       |       |       |       |       | V     |       | V     | IV    | V     |
| Продукты нефти                      |       | III   |       |       |       | III   |       | III   |       |
| Растворённый кислород               | V     |       |       |       |       |       |       | V     |       |
| Окраска (цвет)                      | IV    |       |       |       |       |       |       |       |       |
| Азот нитратный                      | V     |       | V     |       |       |       |       |       |       |
| Уровень кислорода                   | IV    |       |       |       |       |       |       |       |       |
| Азот нитритный                      |       |       | III   |       | V     | IV    |       | V     | III   |
| Ортофосфаты                         |       |       |       |       |       |       |       |       | IV    |
| Железо                              |       |       |       |       |       |       |       |       | IV    |

Основное антропогенное воздействие на состояние реки оказывает промышленные и хозяйственные сточные воды городов Чадыр-Лунга, Тараклия, а также других населённых пунктов расположенных вдоль реки Лунга и её притоков — Авдарма, Лунгуца, Баурчи вследствие отсутствия станций по очистке сточных вод. В настоящее время разработаны концепции развития систем водоснабжения и водоотоведения городов Чадыр-Лунга и Тараклия.
Местной властью изучается возможность строительства региональных систем очистки сточных вод, в которую будут включены близлежащие села.
Длительное время водоём подвергался воздействию просроченных ядохимикатов, которые с 1978 года хранились на территории сёл Кириет-Лунга, Бешгёз, Казаклия и города Тараклия в неприспособленных складах, что приводило к их неконтролируемому выветриванию, проникновению в почву и грунтовые воды. В 2018 году ядохимикаты были утилизированы в Польше на заводе SARPI Dabrowa Gornicza.
В 2015 году река в районе города Чадыр-Лунга была исследована специалистами Агентства США по международному развитию (USAID). Отмечено превышение ПДК тяжёлых металлов, а на некоторых участках — пестицидов.
В течение 2019—2021 года с целью определения гидрохимических показателей качества воды в реке Лунга были проведены лабораторные исследования, по результатам которых установлены классы качества поверхностных вод (сводные данные указаны в таблице). Качество воды в реке отнесено к V классу качества (очень загрязнённая).
При этом, в разные периоды времени было зафиксировано значительное превышение установленных норм: в 47 раз для Na++K+; в 17,9 раз — для ХПК; в 17 раз — для взвешенных веществ; в 15,3 раза — для ионов магния; в 12 раз — для аммонийного азота; в 7,6 раз — для жестокости; в 7,4 раза — для общего фосфора и азота нитратов; в 6,6 раз — для хлорид-ионов; в 5,5 раз — для общей минерализации, в 2,6 раза — для минерального фосфора и в 1,4 раза — для БПК.